# 阿迪灣
66°25′S 62°20′W / 66.417°S 62.333°W
阿迪灣（英語：Adie Inlet）是南極洲的海灣，位於葛拉漢地的葛拉漢海岸，處於邱吉爾半島以東，長40公里，由英國研究隊繪入地圖，現時由南極條約體系管理。